# Руђиноаса (Салаж)
Руђиноаса (рум. Ruginoasa) насеље је у Румунији у округу Салаж у општини Кузаплак. Oпштина се налази на надморској висини од 329 m.

## Становништво
Према подацима из 2002. године у насељу је живело 121 становника, од којих су сви румунске националности.